# Boletinellaceae
Boletinellaceae — родина базидіомікотових грибів порядку болетальних (Boletales). Містить 8 видів.

## Таксономія
До родини включають 2 роди. Найближчими родичами Boletinellaceae є родина склеродермових (Sclerodermataceae).

## Поширення
Родина поширена переважно в тропічних регіонах.

## Опис
сапротрофи, що розвиваються в мертвій деревині. Boletinellaceae характеризується невеликими порами на нижньому боці шапинки. Шапинка  Phlebopus marginatus може досягати до 1 метра в діаметрі. Міцелій має міжклітинні пряжки. Спори кулясто-еліпсоїдальні, гладкі. Відбиток спор оливково-коричневого забарвлення.

## Види
- Рід Boletinellus
  - Boletinellus exiguus
  - Boletinellus merulioides
  - Boletinellus rompelii
- Рід Phlebopus
  - Phlebopus beniensis
  - Phlebopus marginatus
  - Phlebopus portentosus
  - Phlebopus spongiosus
  - Phlebopus sudanicus